# Cartaletis concolor
Cartaletis concolor är en fjärilsart som beskrevs av W. Warren 1905. Cartaletis concolor ingår i släktet Cartaletis och familjen mätare. Inga underarter finns listade i Catalogue of Life.